# Taida
Taida, również: Tais, Taisja, Tesja, łac. Thais, Thaida, cs. Prepodobnaja Taisja – żyjąca w IV wieku egipska penitentka i pustelnica, święta Kościoła katolickiego, prawosławnego oraz ormiańskiego.
Postać tej świętej znana jest z legendy, spopularyzowanej w VI w. dzięki łacińskiemu tłumaczeniu.
Taida była kurtyzaną, a pod wpływem św. Pafnucego (zidentyfikowanego jako opata i założyciela ławry w pobliżu Herakleopolis w Egipcie), nawróciła się i poddała pokucie. Po spaleniu całego majątku przez trzy lata żyła w komórce przy klasztorze. Nie opuściła miejsca umartwienia nawet gdy została powiadomiona o odpuszczeniu grzechów. Ta alegoryczna i dydaktyczna historia opowiadająca o wyrzeczeniu się grzechu przyczyniła się do rozpowszechnienia przekonania o możliwości uzyskania absolucji. Kościół katolicki podaje, że w roku 360 błogosławionej Taidzie objawił się sam Jezus Chrystus. Nakazał jej odmawiać modlitwę za zmarłych (wieczny odpoczynek…) i obiecał, że kto, przez dłuższy czas będzie odmawiał ją codziennie 100 razy, otrzyma to, o co będzie prosić.

## Kult
Św. Taida jest patronką skruszonych prostytutek.
Jej wspomnienie liturgiczne w Kościele katolickim obchodzone jest 8 października za greckim Menologium.
Kościoły wschodnie, z uwagi na liturgię według kalendarza juliańskiego, wspominają świętą 8/21 października, tj. 21 października według kalendarza gregoriańskiego. W Kościele ormiańskim dodatkowy dzień pamięci przypada na 24 czerwca/7 lipca.
Na ikonach Taisa przedstawiana jest w tradycyjnym typie świętej mniszki (prepodobnaja) odziana jest w ciemne zakonne szaty. Ręce ma złożone na piersi w modlitewnym geście.

## W kulturze
Do historii Taidy i Pafnucego nawiązuje francuska powieść Anatole’a France’a z 1889 zatytułowana Tais (oryg. Thaïs). Na podstawie powieści powstała opera Thaïs, która miała swą premierę w Paryżu w 1894 roku oraz polski film z 1984 roku w reżyserii Ryszarda Bera, z Jerzym Kryszakiem i Dorotą Kwiatkowską w rolach głównych.